# Диффинэ-Кристи, Валентина Михайловна
Валентина Михайловна Диффинэ-Кристи (в девичестве Кристи; 1918—2010) — советская и российская художница, представительница «Московской живописной школы». В дальнейшем развила свой индивидуальный стиль, названный впоследствии искусствоведами «духовным импрессионизмом».

## Биография
Родилась в Москве в семье профессора института им. Баумана М. К. Кристи. В 1937, окончила Московское художественное училище памяти 1905 года. Училась у Константина Юона, Николая Крымова.
В 1938 г. художница выходит замуж за студента, живописца Евгения Диффинэ, вместе с которым учится в МГАХИ им. Сурикова. Виктор Иванов, учившийся в МГАХИ в одни годы с четой Диффинэ, говорил об их творчестве: «Это был определенный этап в нашем искусстве, импрессионизм, дошедший почти до крайности, так что форма почти сходит на нет, и предмет уходит».
С 1941 года со своим мужем Евгением Диффинэ находится в эвакуации в Самарканде, куда были эвакуированы студенты и преподаватели Суриковского института. «Ее муж Евгений Диффинэ — гениальный, по мнению многих знавших его творчество, художник — умер во время эвакуации в Самарканде в возрасте 28 лет».
После Великой Отечественной войны в 1946 году Валентина Диффинэ-Кристи оканчивает Московский художественный институт им. В. И. Сурикова (мастерская С. В. Герасимова).
В 1957 году художница вступает в «Московский Союз художников».
Валентина Диффинэ-Кристи, ищет свой индивидуальный стиль в живописи в условиях жесткого запроса на социалистический реализм. Художницу обвиняли в формализме ещё в институте, откуда исключили, впоследствии все-таки восстановив.
И хотя в советское время импрессионизм был не востребован, В. Диффинэ-Кристи продолжала творческие поиски в этом стиле, заявляя, что она не фантазирует, а действительно видит мир таким. Будучи членом «Московского Союза художников», художница пишет заказные картины в своей оригинальной манере. «В период 50-х, 60-х годов художница часто ходила на заводы, писала портреты рабочих. И что самое удивительное эти темы органично вписываются в ее живопись».
В последний период творчества «Валентина Михайловна отошла от детальной прорисовки предметов, она была уверена, что контуров в живописи не существует, а границы и предметы определяются только сочетанием красочных пятен». «Последние работы Валентины Михайловны были созданы в начале 1990-х годов. Этот период в ее творчестве характеризуют как „белое на белом“: художница писала фактически только белилами, лишь иногда немного добавляя к ним другие краски».
Умерла в 2010 году. Похоронена на Введенском кладбище.
С 2011 года наступает широкое признание творчества художницы в России. Персональные выставки регулярно проводятся в музеях многих городов России.
Картины находятся в музеях страны, в том числе в Государственной Третьяковской галерее, а также в частных собраниях. Работы художницы демонстрируются в постоянной экспозиции Музея русского импрессионизма.

## Основные выставки
- 2011 — Памятная выставка. Дом журналиста. Москва.
- 2013 — Памятная экспозиция. Выставочный зал Товарищества живописцев, Москва.